# Syrrhopodon isthmi
Syrrhopodon isthmi är en bladmossart som beskrevs av William Dean Reese 1982. Syrrhopodon isthmi ingår i släktet Syrrhopodon och familjen Calymperaceae. Inga underarter finns listade i Catalogue of Life.